# Oșorhei
Oșorhei è un comune della Romania di 6 151 abitanti, ubicato nel distretto di Bihor, nella regione storica della Transilvania.
Il comune è formato dall'unione di 5 villaggi: Alparea, Cheriu, Felcheriu, Fughiu, Oșorhei.
Dal 2005 fa parte della Zona metropolitana di Oradea